# Mnichovo Hradiště (nádraží)
Mnichovo Hradiště je železniční stanice v jihovýchodní části stejnojmenného města v okrese Mladá Boleslav ve Středočeském kraji poblíž řeky Jizery. Leží na neelektrizované železniční trati Praha–Turnov. Před výpravní budovou se nachází městské autobusové nádraží.

## Historie
Stanice byla vystavěna dle typizovaného předpisu společnosti Turnovsko-kralupsko-pražská dráha (TKPE) ze směru z Kralupy nad Vltavou do Turnova, pravidelný provoz zde byl zahájen 15. října 1865. TKPE dále 23. října 1871 otevřela železniční trať do Čakovic u Prahy, odkud mohly vlaky následujícího roku pokračovat až do Prahy. Roku 1883 byla TKPE sloučena s Českou severní drahou (BNB). Po zestátnění BNB v roce 1908 pak obsluhovala stanici jedna společnost, Císařsko-královské státní dráhy (kkStB), po roce 1918 pak správu přebraly Československé státní dráhy.
Ve 2. čtvrtině 20. století byly na budově dvoupatrové staniční budovy provedeny modernizační stavební úpravy v podobě vzniku postranních přístavků čekáren a ciferníkových hodin s keramickým obkladem. Došlo též k úpravě interiéru.

## Popis
Nacházejí se zde tři jednostranná nástupiště, z toho jedno vnější u budovy a dvě vnitřní s příchodem k vlakům přes kolejové přechody. První nástupiště je kryto přístřeškem. Roku 2019 byla dokončena rekonstrukce prostoru a parku před nádražím a bylo sem přesunuto autobusové nádraží.